# Železniční trať Bombaj – Iláhábád – Kalkata
Železniční trať Bombaj – Iláhábád – Kalkata nebo také železniční trať Bombaj – Iláhábád – Háura je železniční trať v Indii. Začíná na nádraží čhatrapatiho Šivádžího v Bombaji, hlavním městě Maháráštry ležícím na západním okraji indického subkontinentu na břehu Arabského moře a vede přes Madhjapradéš, Uttarpradéš, Bihár a Džhárkhand do Západního Bengálska, kde končí v Háuře, západním předměstí Kalkaty ležící na břehu Bengálského zálivu. Je dlouhá 2127 kilometrů. Koncová města sdílí s kratší železniční tratí Bombaj – Nágpur – Kalkata. Byla uvedena do provozu v roce 1870, je dvojkolejná a v některých úsecích i elektrifikovaná.
Otevření tratě v roce 1870 bylo jednou z inspirací francouzského spisovatele Julese Verna pro jeho knihu Cesta kolem světa za osmdesát dní.